# Almássy-féle ikozaéder
Az Almássy-féle ikozaéder valójában egy szerkezet, egy 3D gráf.

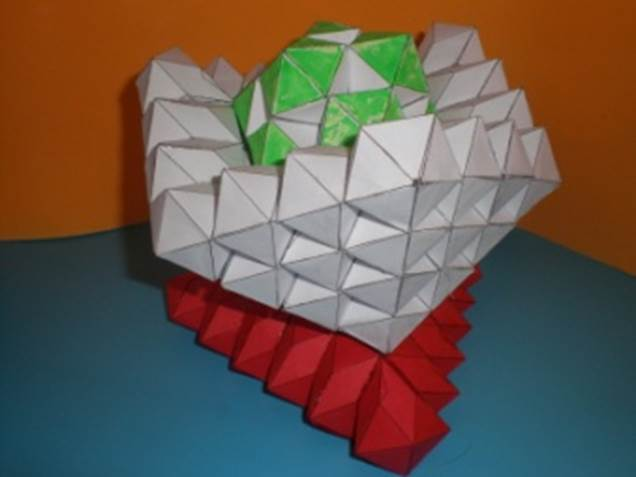
Az első három ikozaéder részlet együttes látványa

Torzított ikozaéderekből épül. Torzított ikozaéder úgy keletkezik, hogy a kiválasztott ikozaéder csúcsokat a csúcsot és az ikozaéder közepét összekötő szakaszon az ikozaéder közepe felé csúsztatjuk. Az ikozaéder csúcs és a csúcs új helyének az ikozaéder középpontjától mért távolságainak hányadosa éppen az arany szám (1,61803…). A torzított ikozaéderek élei kétféle hosszúságúak. A rövidebb és a hosszabb él hányadosa egyenlő a sin 60° = 0,866 értékkel.
Az Almássy-féle ikozaéder torzított ikozaéderekből épített azonos állású, egyre nagyobb ikozaéder alakú testek sorozata. Az első kivételével üreges testek. Eltekintve a lapjain látható szabályos háromszög alapú tetraéder alakú üregektől, külső és belső felülete is szabályos ikozaéder alakú. Három különböző torzított ikozaéderből épül. Más a csúcs, az él és a lap teste. Felépítve az elsőtől a kiválasztott sorszámú elemig, a testek tömör ikozaédert alkotnak együtt. A tetraéder alakú üregek halmazát tekinthetjük egy tetraéderes térszerkezetnek is. A teljes szerkezet azonos állású, egybevágó, élilleszkedésű dodekaéderekkel is megépíthető.
A sík vagy a tér lefedése [2][3] egybevágó alakzatokkal gyakori feladat a hétköznapokban és a geometriában is. A különböző nagyságú Almássy-féle ikozaéder testek egymásba illeszthetők. Rétegeket alkotnak. Alakját megtartó testként velük a tér a végtelenségig beépíthető. A tér lefedése után a torzított ikozaéderek között csak egyforma, szabályos háromszög alapú tetraéder alakú üregeket találunk. Az egymáshoz kapcsolódó testek réteges szerkezetének egyetlen középpontja van.
A megépített szerkezet ötfogásos forgási szimmetriával[4][5] rendelkezik. A középpontra illeszkedő hat tengely bármelyike körüli 72 fokos vagy többszöröseivel történő elforgatással a szerkezet önmagával fedésbe kerül. A tengelyek az ikozaéderek átellenes csúcsaira illeszkednek.
| Torzított ikozaéder típusa | Élváz | Testháló |
| -------------------------- | ----- | -------- |
| Csúcs-test                 |       |          |
| Él-test                    |       |          |
| Lap-test                   |       |          |

A torzított ikozaéder hálók rombusz alakú lapjai két szomszédos ikozaéder háromszög közös síkra illeszkedésével alakulnak ki. A torzított ikozaéder hosszabb élének és a rombusz rövidebb átlójának aránya szintén az arany szám.
A középső ikozaéder csak 12 csúcs-testből épül. Az ezt övező második ikozaéder minden lapjának közepén egy lap-testet találunk. A további ikozaédereknél a lap-testek háromszögeket alkotnak. A háromszögek egy élén páratlan számú lap-testet találunk. A háromszögek élhosszúsága az 1,3,5 , … sorozat szerint növekszik. Minden ikozaéder csúcsban csúcs-testet találunk. Az ikozaéderek élein található él-testek száma a páros számok 0, 2, 4, … sorozatát alkotja. Az n-edik ikozaéder réteg torzított ikozaédereinek összes számát a 12, 92, 252, ...,
{\displaystyle S_{n}=40n^{2}-40n+12} sorozat elemei adják, ahol n a nullától különböző természetes szám.
Az Almássy-féle ikozaéderes szerkezet egybevágó, egyforma állású, élilleszkedésű dodekaéderekből is megépíthető. Minden ikozaéder csúcsban és minden az ikozaéder felszínére illeszkedő tetraéder csúcsban egyforma dodekaéderes szerkezetek középpontjait találjuk. Ezek a dodekaéderes szerkezetek is ikozaédereket alkotnak.
A torzított ikozaéderek többi csúcsában is dodekaéderekből épült ikozaédereket találunk másféle kapcsolódásokkal. Egy lap-test nem felszíni csúcsai térbeli hatszögeket alkotnak ().
|  |  |
|  |  |
|  |  |

## A dodekaéderes szerkezet felépítése
Néhány fogalom:

### 3D gráf
A 3D gráf fogalmát szinte minden nap használjuk. Amikor egy molekula szerkezetét, vagy egy kristályrácsot mutatunk be, elemei közé vonalakat húzunk. Gráfot készítünk. Napjainkban nagy divatja van a 3D-s megjelenítésnek is. Itt a 3D gráf valóságos, térben elhelyezkedő szerkezet. A 3D gráfnál a kristályrácshoz hasonlóan a gráf csúcsainak helye a térben helyhez kötött. Azonban míg ott a csúcsokhoz rendelt objektumok valóságosak, itt a csúcsokat összekötő fizikai objektumok is létezhetnek. (Például építészeti szerkezetekben vagy a modellekben itt.) Az élek és csúcsok alakjától eltekintünk, a csúcsokat pontokkal, az éleket egy szakasszal, mint a két szomszédos csúcs közötti legrövidebb alakzattal helyettesítjük. A gráf csúcsainak tekintsük a kristálytanban szokásos általánosítást, tehát a csúcs testének tömegközéppontját.

### Élilleszkedés
A két testet egy egyenes és egyenlő hosszú élükkel illesztjük össze. A közös él mindkét testnek az egyik éle.

### Csillag
Itt csillagnak nevezzük a legkisebb ikozaéder csúcsaiba helyezett egyforma testek halmazát. Sokszor a középpontjába is valamilyen test helyezhető, vagy valójában ott is található. (12 vagy 13 testből áll.) A középső és a többi test középpontjait összekötve gráfja egy csillagot formáz. Innen származik a neve. Egyforma testeik azonos állásúak.

### Gömb
Itt gömbnek nevezzük egy adott felületet borító, vagy egy felületet megvalósító testek halmazát. Ez a felület legtöbbször egy szabályos vagy Arkhimédészi test felülete. Ezt a felületet alkothatják a testek középpontjainak halmaza (mint csúcsok) és a testek belső felületei is. A gömböknek belső szerkezete is lehet.

### Nagygömb
Dodekaéder alakú gömb.

### Dodekaéder csillag
Más néven dodeka-ikozaéder. Élilleszkedésű dodekaéderekből épült ikozaéder. Középső teste ikozidodekaéder. Dodekaéderei azonos állásúak.

### Ikozi-ikozaéder
Ikozidodekaéderekből épült ikozaéder. Ez is csillag. Középső teste nincs. Egy ikozaéder minden csúcsába azonos helyzetű egyforma ikozidodekaédereket illesztünk középpontjaikkal. A név ezt jelöli. Az ikozidodekaédereket az ötszögeikre illesztett dodekaéderekkel kapcsoljuk össze. A dodekaéderek is azonos helyzetűek lesznek. A testek középpontjait összekötve egy rombikus (rombuszlapos) triakontaédert kapunk.
|  |  |

A szomszédos ikozidodekaédereket összekapcsoló dodekaéderek élilleszkedésűek. Ha egy ikozidodekaéder minden ötszögére dodekaédert illesztünk – ez a dodekaéder csillag-, akkor minden szomszédjához minden dodekaéder élilleszkedéssel kapcsolódik. A csillag középső test nélkül is létezik. Ezért az ikozidodekaédereket el is hagyhatjuk
|  |

Lesznek ütköző dodekaéderek, mint azt az ábrán láthatjuk. Ezek egyikét vagy mindkettőt elhagyjuk. A belső dodekaéderek középpontjai egy nagyobb dodekaéder csúcsaiban helyezkednek el. Ebből két ötszöget láthatunk az ábrán.

### Gömbök ikozi-ikozaéderekből
Az ikozi-ikozaédereket az ikozidodekaédereik külső ötszögeire illesztett közös dodekaéderekkel összekapcsolhatjuk.
|  |

A fenti testet közös dodekaéder kapcsolja a lenti testekhez. A lenti kettőt két élilleszkedésű dodekaéderpár kapcsolja össze. Ezek a dodekaéderek az ikozi-ikozaéderek ikozidodekaédereinek a külső ötszögeire vannak illesztve. A láthatóság miatt nincs ott a többi dodekaéder. Ha a felső ikozi-ikozaéder minden ötszögéhez újabbat kapcsolunk, az ikozi-ikozaéderek középpontjai újabb ikozaédert alkotnak. Ennek az ikozaédernek középső teste is van. Ha a középső test középpontját összekötjük a szélső testek középpontjaival, ezt az elrendezést a látvány alapján csillagnak is nevezhetjük. Ez az ikozi-ikozaéderek csillaga.
|  |  |

Az ikozi-ikozaéderekből dodekaédert és újabb ikozidodekaédert is építhetünk.
|  |  |

### A szerkezet
Ha az Almássy-féle ikozaéderes szerkezetet dodekaéderekből megépítjük, az ikozi-ikozaéder csillagok középpontjai a szerkezet torzított ikozaédereinek a csúcsaira illeszkednek. A szomszédos csillagok középpontjaik távolságától függően három módon kapcsolódhatnak (négyzetes, romboéderes kapcsolódással vagy közös ikozi-ikozaéderekkel a rombuszok rövidebb átlóin).
A szerkezet másik leírása a két utóbbi alakzattal történhet. A szerkezet közepén egy ikozidodekaéder gömb helyezkedik el. Ennek ötszögeire nagygömbök illeszkednek. A nagygömbökhöz a szerkezet tengelyein újabb ikozidodekaéder gömbök illeszkednek, majd ismét nagygömbök következnek. A nagygömb belseje üres. A nagygömb szomszédos csillagainak legtöbbször két közös ikozi-ikozaédere van. Az ikozidodekaéder gömb belsejébe egy ikozi-ikozaéder csillag illeszkedik. A többi ikozi-ikozaéder csillag középső teste a gömbökön kívül helyezkednek el. A nagygömböt és az ikozidodekaéder gömböt is a csillagok szélső testei alkotják. A nagygömbnél az ötszög közepén, míg az ikozidodekaéder gömbnél a háromszög közepén rajzolt tengelyre illeszkednek középpontjaikkal.
Minden torzított ikozaéder belsejében egy nagygömb helyezkedik el.
A dodekaéderekkel épített ikozaéderes szerkezet bővebb leírását az [1] forrás Az ikozaéderes növekedés modellje című fejezetében találjuk meg.